# Zorro: Generation Z
Zorro: Generation Z è una serie animata statunitense formata da 26 episodi che ha come protagonista il giovane Diego De La Vega, ovvero il famoso Zorro, ambientata nella città di Pueblo Grande del 2015.
In Italia, la serie è stata trasmessa dal 19 settembre 2009 ogni sabato mattina su Italia 1, con la sigla cantata da Giacinto Livia, interrompendosi però il 30 gennaio 2010 all'episodio n° 19.

## Personaggi
- Diego De La Vega / Zorro: il protagonista della serie, è pro-nipote di quinta generazione del Zorro originale, ed un ragazzo appassionato di motocross, che cresce ascoltando dal nonno le avventurose gesta del leggendario Zorro. Per puro caso scoprirà che Zorro non è solo una leggenda: troverà infatti il suo nascondiglio segreto, e deciderà di seguirne le orme. Ha a disposizione una futuristica arma laser in grado di funzionare da spada, pistola e frusta, e la moto da corsa "Tornado-Z". Gli unici a conoscere il suo segreto sono il suo migliore amico Bernardo e la domestica di casa, che ne approva l'operato, usati per sventare i crudeli piani del sindaco Martinez.

Doppiato da: Ben Small (ed. inglese), Gabriele Lopez e Giulia Tarquini da bambino (ed. italiana)
- Maria Martinez / Fiamma Scarlatta: la protagonista femminile della serie, è la figlia dello spietato sindaco Martinez, e come Diego ha una propria identità segreta, Fiamma Scarlatta. È armata di due fruste laser, e non esita a opporsi ai rozzi piani del suo patrigno. Nonostante lei e Diego si trovino spesso a combattere fianco a fianco, non conoscono le loro rispettive seconde identità.

Doppiata da: Jules de Jongh (ed. inglese), Laura Amadei (ed. italiana)
- Bernardo: è il migliore amico di Diego, muto ma genio del computer. Sa mantenere l'equipaggiamento di Zorro in piena efficienza, e sa chi sia in realtà. Se Diego e Zorro devono apparire insieme, è lui a impersonare Zorro indossandone il costume.
- Alejandro De La Vega: è il padre di Diego, ricco imprenditore. È preoccupato del fatto che suo figlio, e potenziale erede, sia un irresponsabile scansafatiche, dato che non ne conosce il segreto.

Doppiato da: Eric Meyers (ed. inglese), Massimo Rinaldi (ed. italiana)
- Sindaco Horace Martinez: l'antagonista principale della serie, è visto da tutti come un uomo rispettabile e brillante, ma in realtà è uno spietato e infido rapinatore e l'unico a saperlo sono Zorro e sua stessa figlia Fiamma Scarlatta, sempre pronti a fermare i suoi scagnozzi senza scrupoli, e i suoi scopi criminali.

Doppiato da: Morgan Deare (ed. inglese), Nicola Marcucci (ed. italiana)

## Episodi
| nº | Titolo italiano                       | Titolo inglese           | Prima TV USA     | Prima TV Italia   |
| --- | ------------------------------------- | ------------------------ | ---------------- | ----------------- |
| 1 | Una nuova generazione (prima parte)   | A New Generation: Part 1 | 16 marzo 2006    | 19 settembre 2009 |
| Diego de la Vega assume il ruolo di famiglia di Zorro dopo che suo padre è stato rapito dal sindaco corrotto Martinez. |                                       |                          |                  |                   |
| 2 | Una nuova generazione (seconda parte) | A New Generation: Part 2 | 23 marzo 2006    | 26 settembre 2009 |
| Zorro si allea con Fiamma Scarlatta (che è segretamente la figlia di Martinez, Maria) per salvare suo padre dallo spietato Martinez. |                                       |                          |                  |                   |
| 3 | I Terrifici Quattro                   | The Fearsome Four        | 30 marzo 2006    | 3 ottobre 2009    |
| Il terribile sindaco Martinez ingaggia un gruppo di terroristi noti con il nome de "I Terrifici Quattro" per eliminare Zorro, ma si rivelano incontrollabili e decidono di ribellarsi al sindaco. |                                       |                          |                  |                   |
| 4 | Le colpe del padre                    | Sins Of The Father       | 6 aprile 2006    | 10 ottobre 2009   |
| Fiamma Scarlatta aiuta Zorro a fermare le rapine in auto blindata di Martinez, ma sabota il piano di Zorro per esporre i crimini che ha commesso il sindaco nei confronti di suo padre. |                                       |                          |                  |                   |
| 5 | Sindaco per un giorno                 | Mayor For A Day          | 13 aprile 2006   | 17 ottobre 2009   |
| Martinez concede a malincuore la richiesta di Diego di trascorrere la giornata come sindaco onorario di Pueblo Grande come regalo di compleanno. |                                       |                          |                  |                   |
| 6 | Eroe part time cercasi                | Wanted: Part Time Hero   | 20 aprile 2006   | 31 ottobre 2009   |
| Alejandro taglia fuori il figlio dal suo fondo fiduciario, il che costringe Diego a trovare un lavoro per finanziare la riparazione della Tornado Z inspiegabilmente distrutta. |                                       |                          |                  |                   |
| 7 | Caccia alla volpe                     | The Perfect Fox Hunt     | 27 aprile 2006   | 7 novembre 2009   |
| Martinez assume un cacciatore di taglie per scoprire l'identità segreta di Zorro. |                                       |                          |                  |                   |
| 8 | Un'offerta avvelenata                 | Hostile Takeover         | 4 maggio 2006    | 14 novembre 2009  |
| Una contessa trafficante d'armi tenta di costringere Martinez a eseguire i suoi ordini rapendo Maria. |                                       |                          |                  |                   |
| 9 | Gli uomini ratto                      | The Underground          | 11 maggio 2006   | 21 novembre 2009  |
| Il sergente Garcia chiede in segreto l'aiuto di Zorro e di Fiamma Scarlatta dopo che i senzatetto con cui ha stretto amicizia sono stati accusati di aver rubato l'oro del sindaco. |                                       |                          |                  |                   |
| 10 | Mascherata                            | Masquerade               | 18 maggio 2006   | 28 novembre 2009  |
| Martinez assume dei delinquenti per commettere dei crimini mentre è travestito come Zorro durante la festa di Halloween. |                                       |                          |                  |                   |
| 11 | Quattro contro due                    | Double Date              | 25 maggio 2006   | 5 dicembre 2009   |
| Diego e Maria vanno ad un appuntamento per la raccolta fondi di beneficenza di Martinez, che viene però interrotta dai Terrifici Quattro che fanno irruzione sul luogo. |                                       |                          |                  |                   |
| 12 | Il fantasma della vecchia scuola      | That Old School          | 1º giugno 2006   | 12 dicembre 2009  |
| Il fantasma di un guerriero maya-azteco inizia a terrorizzare Pueblo Grande. |                                       |                          |                  |                   |
| 13 | Payaso il clown                       | Don Payaso               | 8 giugno 2006    | 19 dicembre 2009  |
| Una banda di clown criminali capitanati da Don Payaso si scatena a Pueblo Grande. |                                       |                          |                  |                   |
| 14 | La macchina del terremoto             | The Earthquake Machine   | 15 giugno 2006   | 26 dicembre 2009  |
| Uno scienziato pazzo di nome Alfredo Catalano inventa un dispositivo che può causare terremoti, ed è ricattato da Martinez per usarlo per demolire i quartieri poveri per la gentrificazione. |                                       |                          |                  |                   |
| 15 | Generazioni a confronto               | A 'Z' In Time            | 22 giugno 2006   | 2 gennaio 2010    |
| Durante una missione all'interno di una caverna, Zorro e Fiamma Scarlatta vengono attaccati da El Fantasma un delinquente fallito che fa crollare alcune parti del luogo dividendoli. Una volta sveglio, Diego sembra essere tornato indietro nel tempo e fa la conoscenza del suo antenato, il Zorro originale. |                                       |                          |                  |                   |
| 16 | Sconfiggere o essere sconfitti        | Crush or Be Crushed      | 29 giugno 2006   | 9 gennaio 2010    |
| L'anziano Don Ringo fa sedurre Bernardo dalla nipote con l'intento di ottenere l'atto di proprietà della terra dei De La Vega. |                                       |                          |                  |                   |
| 17 | La volpe ferita                       | The Wounded Fox          | 6 luglio 2006    | 16 gennaio 2010   |
| Dopo che Diego si è storto una caviglia, Bernardo prende il suo posto come Zorro per aiutare Fiamma Scarlatta a fermare i nuovi "Digi-Dons", dei robot creati da Packer per servire il sindaco. |                                       |                          |                  |                   |
| 18 | L'identità di Zorro                   | Persona Non Grata        | 13 luglio 2006   | 23 gennaio 2010   |
| Arrabbiata per il fatto che Diego non l'ha mai notata, una ragazza nerd ossessionata da lui decide di rovinargli la vita e dimostrare a tutti che lui è Zorro. |                                       |                          |                  |                   |
| 19 | Il cugino di Zorro                    | Diego's Cousin           | 20 luglio 2006   | 30 gennaio 2010   |
| Martinez cerca di costringere il cugino di Diego, Kam, a lasciare la sua proprietà e quella della sua famiglia in modo che possa riqualificarla. |                                       |                          |                  |                   |
| 20 | L'onda del crimine                    | Crime Wave               | 27 luglio 2006   | non trasmesso     |
| Una banda di surfisti criminali inizia a derubare le navi al largo della costa di Pueblo Grande. |                                       |                          |                  |                   |
| 21 | Z-Virus                               | Z-Virus                  | 3 agosto 2006    | non trasmesso     |
| Augusto Catalano, esperto di nanotecnologie, si offre di liberarsi di Zorro per il vile Martinez in cambio del rilascio del fratello gemello incarcerato, Alfredo. |                                       |                          |                  |                   |
| 22 | Pazzo di te                           | Mad About You            | 10 agosto 2006   | non trasmesso     |
| Fiamma Scarlatta perde la memoria durante un incidente e si convince che Zorro sia il suo nemico. |                                       |                          |                  |                   |
| 23 | Il rivale                             | The Rival                | 17 agosto 2006   | non trasmesso     |
| Diego diventa geloso quando Maria inizia a uscire con il nipote di un ammiraglio squilibrato che sta per far saltare in aria il cantiere navale di Pueblo Grande. |                                       |                          |                  |                   |
| 24 | Il Drago d'Oro                        | The Golden Dragon        | 24 agosto 2006   | non trasmesso     |
| Il malefico Martinez collabora con i nuovi Don di Chinatown per rubare un inestimabile manufatto cinese chiamato il Drago d'Oro. |                                       |                          |                  |                   |
| 25 | I nuovi arrivati                      | The New Arrivals         | 31 agosto 2006   | non trasmesso     |
| Quando il padre di Diego si ritira dalle elezioni per diventare sindaco, viene sostituito dalla magnate della tecnologia Gloria Sheffield, che si dimostra rapidamente ancora più spietata di quel vigliacco del sindaco Martinez.                                                                               |                                       |                          |                  |                   |
| 26 | Il sondaggio cartesiano               | Poll Axed                | 7 settembre 2006 | non trasmesso     |
| Il ferocissimo Martinez giura vendetta su Sheffield dopo che lo ha battuto nelle elezioni comunali, mentre il figlio di Sheffield, Jack, lavora per scoprire le identità di Zorro e Fiamma Scarlatta. |                                       |                          |                  |                   |

## Accoglienza
David Cornelius di DVD Talk recensì il primo volume DVD e affermò che Zorro: Generation Z era un'aggiunta imbarazzante al franchise di Zorro che cercava di essere una sua versione aggiornata per il nuovo millennio ma in realtà sembrava più appartenere agli anni '90 sia nella grafica che nel tono e perciò lo paragonò ai cartoni del sabato mattina come Droids Adventures e James Bond Junior. Gli autori non riuscivano a incorporare alcuna tecnologia veramente moderna come telefoni cellulari, iPod e persino Internet a favore di radio vecchio stile e aggeggi "futuristici" come pistole laser che assomigliavano ai phaser di Star Trek. Il cartone era stato anche influenzato da Batman of the Future nella rappresentazione del futuro ma a differenza sua, Zorro: Generation Z non riusciva nel suo intento e si preoccupava piuttosto di armare gli antagonisti con pistole a raggi invece che dei revolver mentre Zorro era equipaggiato con una frusta elettrica che somigliava alla spada laser a doppia lama di Darth Maul di Star Wars. Cornelius criticò anche la rappresentazione del Messico, le scelte fatte per la colonna sonora e il character design limitato al punto di un'androginia razziale dove il protagonista Zorro ne faceva le spese in quanto appariva come un protagonista generico e poco etnico. Sia Zorro che Fiamma Scarlatta sono stati ritenuti due eroi incompetenti in quanto non facevano caso a prove schiaccianti, venivano sconfitti e talvolta finivano addirittura per litigare fino alla noia come successo nei primi due episodi. Furono criticate anche le scene d'azione definite goffe mentre le animazioni erano a risparmio economico. In conclusione Zorro: Generation Z raccoglieva tutto il peggio dei cartoni animati d'azione degli anni '90: battute brutte, cattivi banali, avventure annacquate e un'infarinatura di sport "estremi", in questo caso il motocross.